# АС Кан
АС Кан (на френски: Association Sportive de Cannes Football или AS Cannes) е френски футболен отбор от Кан основан през 1902 г. Най-голямото постижение в своята история постига през 1932 г. спечелвайки купата на Франция по футбол.

В периода 1987 – 1992 г. първоначално като юноша, а впоследствие и като професионален играч в клуба се състезава една от най-големите звезди на световния футбол – Зинедин Зидан. Други известни футболисти преминали през отбора са Патрик Виейра, Ален Бокшич, Ян Колер. За един сезон (1992/93) в АС Кан участие взема Николай Тодоров - Кайзера.

## Успехи
Национални:
- Лига 1:
  -  Вицешампион (1): 1932/33
- Купа на Франция:
  -  Носител (1): 1931/32
- Купа на френската лига:
  -  Финалист (1): 1986
- Насионал 3:
  -  Шампион (1): 2022/23 (гр. Д)

## Български футболисти
- Николай Тодоров - Кайзера: 1992/93 - (21 мача - 3 гола)